# CIDOSA

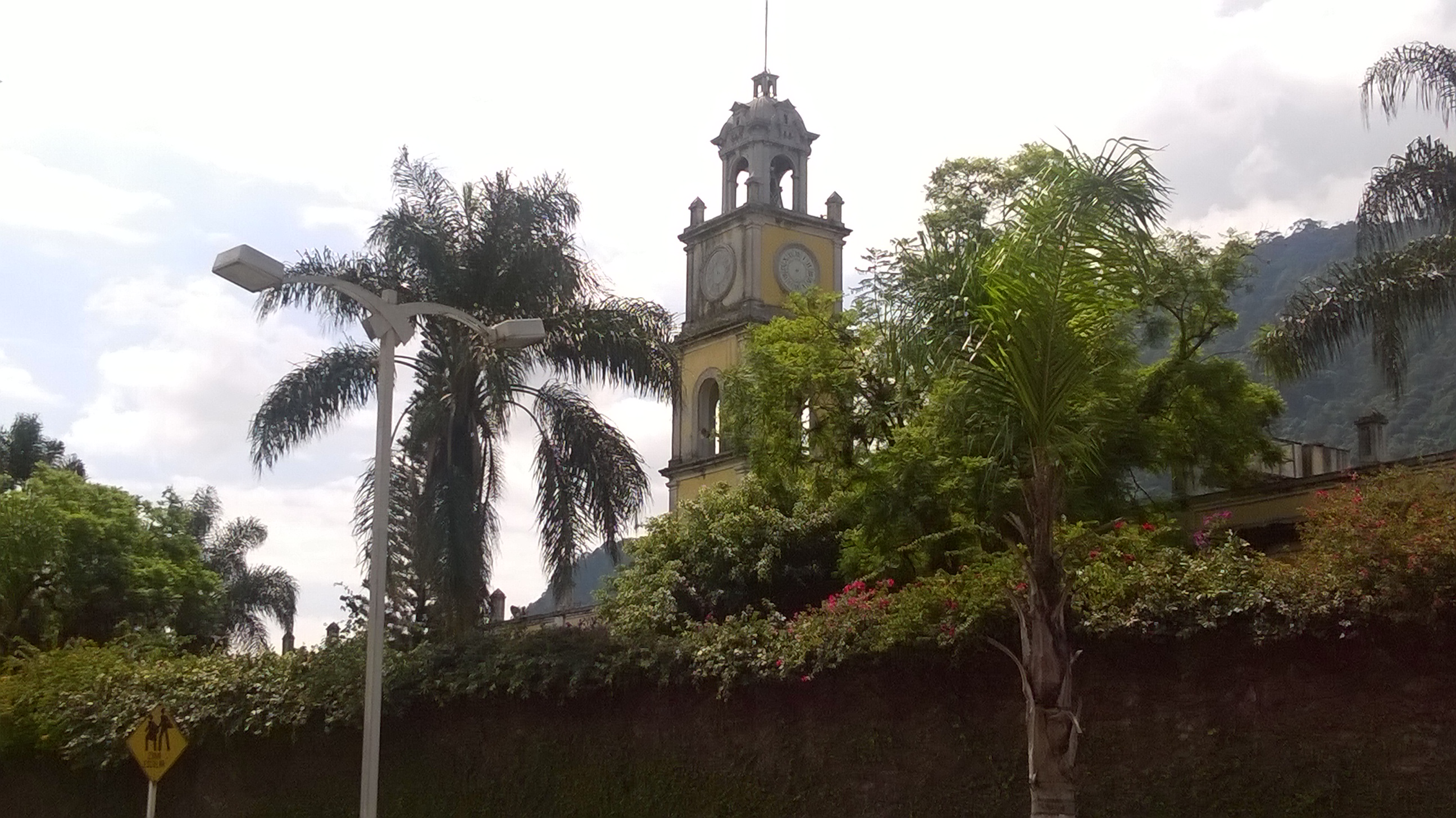
Turm der ehemaligen CIDOSA in Río Blanco, 2015

Die Compañía Industrial de Orizaba S.A. (dt. ‚Industriegesellschaft von Orizaba AG‘), abgekürzt CIDOSA, war von 1892 bis 2006 eine mexikanische Textilfabrik mit Sitz in Río Blanco. Bei ihrer Eröffnung galt sie als die größte Textilfabrik Lateinamerikas, die 25 Prozent der mexikanischen Textilproduktion verantwortete.

## Geschichte

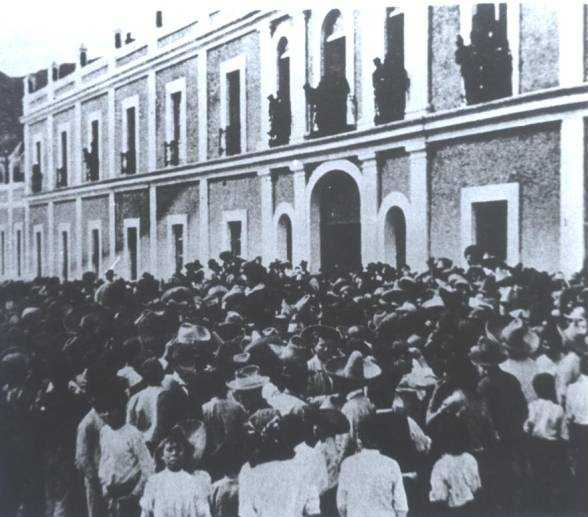
Streikende Arbeiterinnen und Arbeiter vor dem CIDOSA-Fabrikgebäude, 1907

Die CIDOSA wurde am 28. Juni 1889 unter anderem von dem Amerikaner Tomás Braniff gegründet, der auch die 1872 eröffnete Eisenbahnstrecke zwischen Mexiko-Stadt und Veracruz (Ferrocarril Mexicano) erbaut hatte. Weitere Beteiligte an der Aktiengesellschaft waren Geschäftsmänner wie Jean Baptiste Ebrard. Die CIDOSA hatte das Ziel auf einem Gelände von rund 180.000 Quadratmetern eine Spinnerei und Weberei für Baumwollfasern zu errichten. Das seinerzeit noch ländliche Gebiet bot nicht nur ausreichend Platz für die Fabrik selbst, sondern auch für etwa 1.100 Häuser, die für die 1.700 Angestellten (darunter 60 Frauen) errichtet wurden, sowie soziale Einrichtungen wie Schulen, eine Kirche und ein Theater, Parks und öffentliche Grünanlagen.
Die 71.000 Quadratmeter umfassenden Fabrikgebäude wurden mit Stein aus dem nahegelegenen Steinbruch Santa Catarina und einer Gusseisenkonstruktion aus Europa nach dem Prinzip von Gustave Eiffel erbaut. Am 9. Oktober 1892 wurde die Fabrik vom mexikanischen Präsidenten Porfirio Diaz eingeweiht. Sie umfasste 1.650 Webstühle und galt als führend auf dem Gebiet des Bleichens und Bedruckens von Stoffen.
Ab 1900 verschlechterten sich die Arbeitsbedingungen: Ein Arbeitstag dauerte 14 Stunden, fehlerhafte Textilien reduzierten den Arbeitslohn und Lebensmittel mussten im überteuerten Geschäft der Fabrik gekauft werden. Río Blanco wurde schon bald zum Brennpunkt der mexikanischen Arbeiterbewegung. Zwischen der einheimischen Arbeiterschaft und den Unternehmensinhabern kam es zu zahlreichen Konflikten, die am 7. Januar 1907 während eines Streiks zu mehreren Toten führten. Diese Unruhen gelten als Vorläufer der mexikanischen Revolution.
CIDOSA übernahm im Laufe ihrer Geschichte die Fabriken San Lorenzo, Los Cerritos und Cocolapan. 2006 stellte sie die Produktion ein. Die Gebäude sind erhalten und weiterhin für verschiedene Zwecke in Benutzung.

## Sonstiges
Die CIDOSA stellte auch eine Fußballmannschaft, die in den Spielzeiten 1936/37 und 1939/40 die Staatsmeisterschaft von Veracruz gewann und somit die in diesem Wettbewerb erfolgreichste Mannschaft der Stadt stellte.
- siehe auch: Fußball in Orizaba